# Nghĩa Lộ (xã), Nghĩa Lộ
Nghĩa Lộ là một xã thuộc thị xã Nghĩa Lộ, tỉnh Yên Bái, Việt Nam.

## Địa lý
Xã Nghĩa Lộ nằm ở phía đông nam thị xã Nghĩa Lộ, có vị trí địa lý:
- Phía đông giáp huyện Văn Chấn
- Phía tây giáp xã Thạch Lương và xã Thanh Lương
- Phía nam giáp huyện Trạm Tấu
- Phía bắc giáp xã Phù Nham.

Xã Nghĩa Lộ có diện tích 17,07 km², dân số năm 2019 là 5.567 người, mật độ dân số đạt 326 người/km². Trên địa bàn xã có 8 dân tộc: Kinh, Tày, Thái, Mường, Mông, Dao, Hoa, Khơ Mú sinh sống.
Xã Nghĩa Lộ nằm bên quốc lộ 32 nối từ thủ đô Hà Nội lên các tỉnh Tây Bắc và nằm trung tâm thị xã Nghĩa Lộ.
Phần phía bắc của xã Nghĩa Lộ là một doi đất kéo dài theo chiều bắc nam và được xã Phù Nham bao bọc các phía, trừ một đoạn nhỏ phía đông nam giáp với thị trấn Sơn Thịnh, huyện Văn Chấn và một khu vực rất nhỏ giáp với phần còn lại của xã.

## Lịch sử
Địa bàn xã Nghĩa Lộ hiện nay trước đây là thị trấn Nông trường Nghĩa Lộ thuộc huyện Văn Chấn.
Thị trấn Nông trường Nghĩa Lộ được thành lập vào năm 1967 theo Quyết định số 87-NV của Bộ Nội vụ.
Ngày 10 tháng 1 năm 2020, Ủy ban Thường vụ Quốc hội ban hành Nghị quyết số 871/NQ-UBTVQH14 về việc sắp xếp các đơn vị hành chính cấp huyện, cấp xã thuộc tỉnh Yên Bái (nghị quyết có hiệu lực từ ngày 1 tháng 2 năm 2020). Theo đó, chuyển thị trấn Nông trường Nghĩa Lộ về thị xã Nghĩa Lộ quản lý và thành lập xã Nghĩa Lộ trên cơ sở toàn bộ 17,07 km² diện tích tự nhiên và 5.567 người của thị trấn Nông trường Nghĩa Lộ.

## Kinh tế
Xã được hình thành gắn liền với Nông trường chè Nghĩa Lộ hình thành sau chiến dịch Điện Biên Phủ, ban đầu nông trường có một nhà máy chè 13 tấn và đến này đã hình thành Công ty cổ phần Chè Nghĩa Lộ với nhà máy có công suất 28 - 30 tấn/ngày. Trên 90% diện tích chè già cỗi của xã đã được cải tạo, trồng thay thế bằng các giống chè khác có chất lượng cao, năng suất trung bình đạt 12-14 tấn/ha/năm. Đa số cư dân của xã hiện nay sinh sống phụ thuộc vào nông nghiệp, trong đó chính quyền xã lấy cây chè, cây lúa và trồng màu làm cây kinh tế chủ lực. diện tích chè kinh doanh của xã là 411 ha, năng suất lúa cả năm đạt 14 tấn/ha.